# Club Deportivo San Marcos de Arica
O Club Deportivo San Marcos de Arica é um clube de futebol do Chile, da cidade de Arica. Foi fundado como Deportes Arica em 1978. O clube foi refundado em 2006 com um novo nome, San Marcos de Arica. Seu maior rival é o Deportes Iquique.

## Títulos
| NACIONAIS | NACIONAIS                       | NACIONAIS | NACIONAIS           |
|           | Competição                      | Títulos   | Temporadas          |
| --------- | ------------------------------- | --------- | ------------------- |
|           | Campeonato Chileno - 2ª divisão | 3         | 1981, 2012, 2013-14 |
|           | Torneio Apertura da 2ª divisão  | 1         | 1981                |
|           | Campeonato Chileno - 3ª divisão | 3         | 2007, 2019, 2022    |

## Dados do Clube
- Temporadas na 1ª divisão: 7 (1982-1985; 2013; 2014/15-2015/16)
- Temporadas na 2ª divisão: 36 (1978-1981; 1986-2005; 2008-2012; 2013/14; 2016/17-2018; 2020-2021; 2023-)
- Temporadas na 3ª divisão: 4 (2006-2007; 2019; 2022)